# Zdzisław Lachur

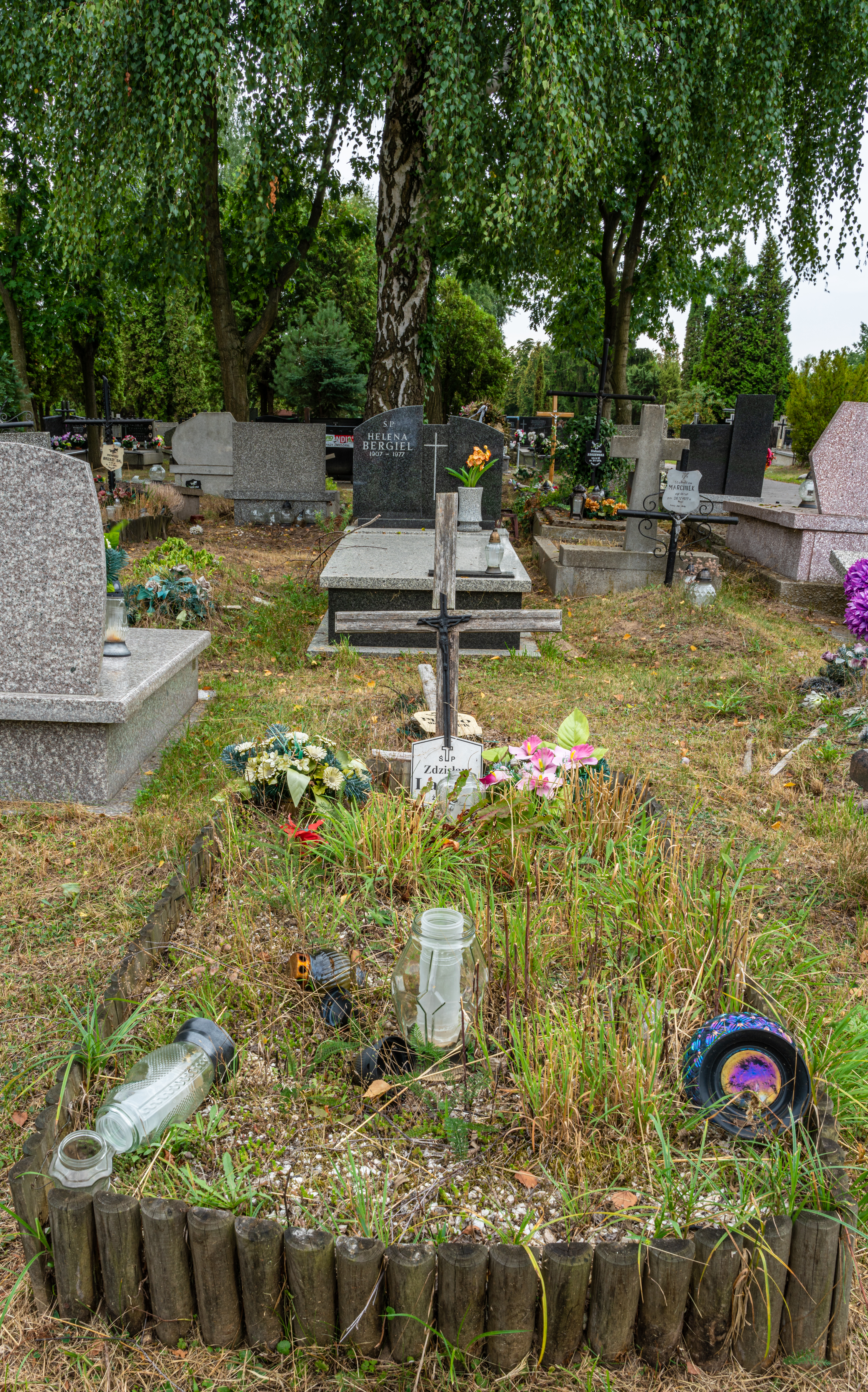
Grób Zdzisława Lachura na cmentarzu Komunalnym Północnym w Warszawie

Zdzisław Lachur (ur. 14 lipca 1920 w Zagórzu, zm. 29 grudnia 2007 w Warszawie) – polski malarz i grafik, założyciel pierwszej polskiej wytwórni filmów rysunkowych Studio Filmów Rysunkowych w Bielsku-Białej.

## Życiorys
W latach 1945–1950 studiował malarstwo i grafikę na Akademii Sztuk Pięknych w Krakowie. Był wychowankiem prof. Eugeniusza Eibischa. W 1946 założył Studio Filmów Rysunkowych, gdzie do 1952 pełnił funkcję kierownika. Później poświęcił się malarstwu.
Prace artysty prezentowane były na wystawach zbiorowych oraz indywidualnych w kraju i za granicą, między innymi w Jerozolimie, Londynie, Nowym Jorku, Stuttgarcie, Paryżu, Vancouver i Toronto. Obrazy Lachura posiadali w swoich zbiorach między innymi George Harrison, była pierwsza dama USA Jacqueline Kennedy oraz piosenkarka Barbra Streisand.
W uznaniu osiągnięć w malarstwie i grafice otrzymał w 1961 roku nagrodę Ministra Kultury i Sztuki za całokształt twórczości, a w roku 1979 został uhonorowany medalem izraelskiego Instytutu Jad Waszem w uznaniu jego twórczości poświęconej narodowi żydowskiemu.
Ostatnie lata życia artysta spędził w domu opieki w warszawskim Aninie.
Podczas III edycji Festiwalu Sztuki Filmowej „Celuloid, Człowiek, Cyfra” zaprezentowano wystawę prac artysty zatytułowaną „Zdzisław Lachur – In memoriam”.

## Filmografia
- 1946: Senat z wozu, koniom lżej (reżyseria)
- 1948: Czy to był sen? (reżyseria, scenariusz, opracowanie plastyczne)
- 1949: A1 (kierownik artystyczny)
- 1949: Ich ścieżka (reżyseria, scenariusz, opracowanie plastyczne)
- 1951: Wspólny dom (reżyseria wspólnie z Pawłem Kubałą)
- 1951: O Heniu leniu (reżyseria wspólnie z Wacławem Wajserem)
- 1952: Wagary (reżyseria)
- 1952: Zbuntowane rysunki (reżyseria)[7][8]